# Ванагас, Александрас
Александрас Ванагас (лит. Aleksandras Vanagas; 12 августа 1934 года, Буйвенай, Литва — 13 апреля 1995, Вильнюс, Литва) — советский и литовский языковед, доктор филологических наук (1984). С 1966 года член Международной комиссии ономастики. Заслуженный деятель науки Литовской ССР (1985).

## Биография
Окончил среднюю школу в городе Субачюс. В Вильнюсском университете изучал литовский язык и литературу. В 1959–1995 работал в институте литовского языка.

## Научная деятельность
Разрабатывая проблемы литовской ономастики, широко использовал белорусский материал: «Образование гидронимов Литовской ССР» (1970; Государственная премия Литовской ССР 1974 года), «Этимологический словарь литовских гидронимов» (1981). Белорусско-литовским связям посвятил работу «Литовские элементы в белорусской онамастике» (1968, вместе с Н.В. Бирилло).

## Награды
- Государственная премия Литовской ССР[лит.] (1974);
- Заслуженный деятель науки Литовской ССР (1985).
- командорский крест ордена Великого князя Литовского Гядиминаса (1995)[2].